# Козарство
Козарство је грана сточарства која се бави узгојем коза и њиховим искоришћавањем ради добијања млека и меса. Најчешће је узајамно са овчарством.
Најпољовнији услови за овчарство су пашњаци и ливаде, са доста извора питке воде. Државе са највећим бројем оваца су Аустралија, Нови Зеланд, Швајцарска, Аргентина, Индија и др.